# Neolamprologus leleupi
Neolamprologus leleupi Poll, 1956 è un piccolo pesce d'acqua dolce appartenente alla famiglia Cichlidae.

## Distribuzione e habitat
Questa specie è endemica dell'area meridionale del lago Tanganica.

## Alimentazione
Si nutre di invertebrati.

## Predatori
N. leleupi è preda abituale del ciclide Perissodus microlepis.